# Horaga artontes
Horaga artontes är en fjärilsart som beskrevs av Hans Fruhstorfer 1912. Horaga artontes ingår i släktet Horaga och familjen juvelvingar. Inga underarter finns listade i Catalogue of Life.